# オックスブリッジ
オックスブリッジ（英: Oxbridge）は、イギリスのオックスフォード大学（Oxford）とケンブリッジ大学（Cambridge）の併称。イギリスの大学に於いて双璧を成している。
両校とも800年以上の歴史を持ち、エディンバラ大学やダブリン大学などと共に16世紀以前に設立されたブリテン諸島最古の古大学群、ボローニャ大学やパリ大学、サラマンカ大学などと共に12〜13世紀に設立されたヨーロッパ最古の中世大学群に属する。この他にも、両校を含むドオックスブリッジ、ゴールデン・トライアングル、ラッセル・グループなどのイギリスの大学群が存在する。
過去も現在も多くの為政者や文化人を輩出していることから、エリートや名門校の代名詞となっている。イギリスの政界・法曹界におけるオックスブリッジ出身者の寡占率は高く、2000年代の調査によると、イギリスの判事の85%が両校の出身者である。国の中枢を担うことになるオックスブリッジの学生の50%が、全英の学校の7%にすぎない高額のプライベート・スクールからの進学者であり、社会的不均衡を生んでいる。
日本には、両校の卒業生による1903年設立の親睦会「ケンブリッジ・オックスフォード・ソサエティ」がある。ケンブリッジ大学の卒業生が先に設立したため、同校名が先に来る。